# Barichneumon additus
Barichneumon additus är en stekelart som först beskrevs av Cresson 1874.  Barichneumon additus ingår i släktet Barichneumon och familjen brokparasitsteklar. Inga underarter finns listade.